# Suillus
Suillus (Samuel Frederick Gray, 1821) este un gen de ciuperci al încrengăturii Basidiomycota în ordinul Boletales din familia Suillaceae care cuprinde în prezent (2018) 99 de specii, iar în Europa 36. Ea coabitează, fiind un simbiont micoriza, care formează micorize pe rădăcinile arborilor numai pe cele din familia Pinaceae. Genul este distribuit în cea mai mare parte al zonelor temperate din emisfera nordică, deși unele specii au început să colonizeze și cea sudică. Tip de specie este Suillus luteus (turta vacii).

## Taxonomie
Suillus este un gen de ciuperci, ca și cel al Boletus, de diversificare mai recentă (între 44 și 34 milioane de ani) din timpul perioadei geologice Eocen, în diferență cu Agaricus (între 178 și 139 milioane de ani).
Genul Suillus a fost definit pentru prima dată de botanistul italian Pier Antonio Micheli (1679-1737) în lucrarea sa Nova plantarum genera din 1729, însă taxonul nu este valabil, deoarece precedă începutul taxonomiei moderne a lui Carl von Linné din anul 1753. De abia botanistul și micologul britanic Samuel Frederick Gray a descris genul corect în primul volum al lucrării sale A Natural Arrangement of British Plants din 1821, determinând soiul Suillus luteus (turta vacii, văcuțe) tip de specie, iar renumitul om de știință suedez Elias Magnus Fries a sancționat folosirea taxonului. Dar tot el a încercat o redenumire acestuia în 1838 sub numele Boletus sect. Viscipellis. Aceasta precum toate alte modificările încercate pot fi neglijate, rămân însă sinonime valabile. Totalitatea sinonimelor poate fi verificată pe pagina Mycobank.

## Sistematică

Structura acidului pulvinic

Există opinii diferite cu privire la conceptul genului Suillus. În cadrul genului, se împarte într-un număr de secțiuni, a căror independență se bazează, printre altele, pe legături specifice micoriza a clanurilor respective. Prezența diferitelor grupări în cadrul Suillus este susținută și de alte analize. Astfel, examinările cariogramice au arătat existența diferitelor niveluri de ploidie (indică set/seturi întreg/întregi de cromozomi) în acest gen. O prelucrare detaliată chimică a pigmenților a evidențiat cel puțin trei tipuri diferite de pigmentare, în linia ascendentă de dezvoltare, desemnate Tip A: specii fără grevillină (un colorant de importanță pentru genul Suillus), dar cu acizi pulvini (C18H12O5); Tip B: specii cu grevillină A, B și C) și tip C: specii în plus cu grevillină D. În cadrul ordinului Boletales, Suillus se află în familia Suillaceae și subordinul Suilloideae (după Singer 1986), în relație aparent apropiată de familiile de genul Boletinus și Gastrosuillus. Împreună cu familiile Rhizopogonaceae Fr. & Nordholm (1817), cu gastro-genul Rhizopogon Fr. & Nordholm (1817) și Gomphidiaceae Fr. (1836), precum cu genurile lamelare Chroogomphus (Singer) O.K.Mill. (1964) și Gomphidius (Schaeff.) Fr.(1838), a fost transferat în subcategoria Suillineae (1997). Acest grup este bazat de analiza chimică a pigmenților, parțial, de asemenea, de datele moleculare.(rezumat în H. Besl & a. Bresinsky 1997). În plus, rezultatele studiilor micorizale sunt de asemenea semnificative.
O discuție dusă de ani de zile, dar în principiu încă nefinalizată, se referă la relațiile dintre genurile Suillus și Boletinus. Privind relația strânsă între acești doi taxoni, nu există nicio controversă, însă poziția Boletinus ca gen independent este neclară. Ușor generalizat, se pot distinge două modele diferite cu privire la relația de familie dintre Suillus și Boletinus: Reprezentanții direcției practicate în Statele Unite îl văd pe Boletinus ca parte al genului Suillus, iar direcția europeană acceptă pe Boletinus ca gen independent, susținuți de constatările chemi-taxonomice, fără îndoială importante. Astfel, bureții arată alături de ingrediente comune de asemenea câteva specific proprii.
O problemă oarecum neglijată se referă la poziția lui Suillus bovinus în cadrul genului Suillus. Bazându-se pe constatările referitoare la suprafața tramei himenoforului și piciorului, Josef Šutara a propus pentru această specie genul monotip Mariaella sutara. Acest concept este susținut parțial de pigmentare, prin faptul că metil-bovinatul (o dezvoltare specială între derivații acidului pulvin) găsit în Suillus bovinus nu apare nicăieri altundeva în specii ale genului Suillus.
Cunoștințele despre genul Suillus și mediul lui familiar se bazează pe o serie de trăsături distincte, unde aspectele morfologice și anatomice sunt la fel de importante ca informația privind ecologia sau chimia pigmentară. Pornind de la echipa de lucru din jurul lui T. D. Brun (SUA), și datele moleculare (ADN) au devenit din ce în ce mai disponibile în ultimul timp.
Creșterea miceliului: Pentru speciile  Suillus incluse în studiu, rata de creștere a miceliului au fost precizate. Cu două excepții (Suillus cavipes, Suillus spraguei), creșterea în mediul cu vitamine a fost mai bună decât în modificatul mediu „Moser b”. În comparație cu alți reprezentanți din ordinul Boletales, speciile Suillus se caracterizează printr-o creștere destul de rapidă a culturii. Pentru toate speciile, diametrul coloniei a fost determinat după o perioadă de incubație de două săptămâni. Aceasta a dus la o diviziune în patru grupuri de creștere diferite: o creștere de aproximativ 5 cm pentru Suillus cavipes și Suillus spraguei sin. Suillus pictus (precum pentru Rhizopogon luteolus), o creștere de aproximativ 3,5 cm pentru Suillus americanus, Suillus brevipes, Suillus luteus, Suillus tomentosus, Suillus tridentinus și Suillus variegatus, o creștere de aproximativ 2 cm pentru Suillus granulatus și Suillus viscidus și o creștere de aproximativ 1,5 cm pentru Suillus bovinus, Suillus cothurnatus și Suillus grevillei. Triburi de soi identic au crescut în mod substanțial similar. Boletus edulis a fost caracterizat de o creștere extrem de lentă, coloniile având un diametru mai mic de 1 cm după două săptămâni. Nici o creștere nu a putut fi obținută pentru genurile Chroogomphus și Gomphidius. Nu au fost incluse datele privind rata de creștere a culturilor miceliene.

## Descriere

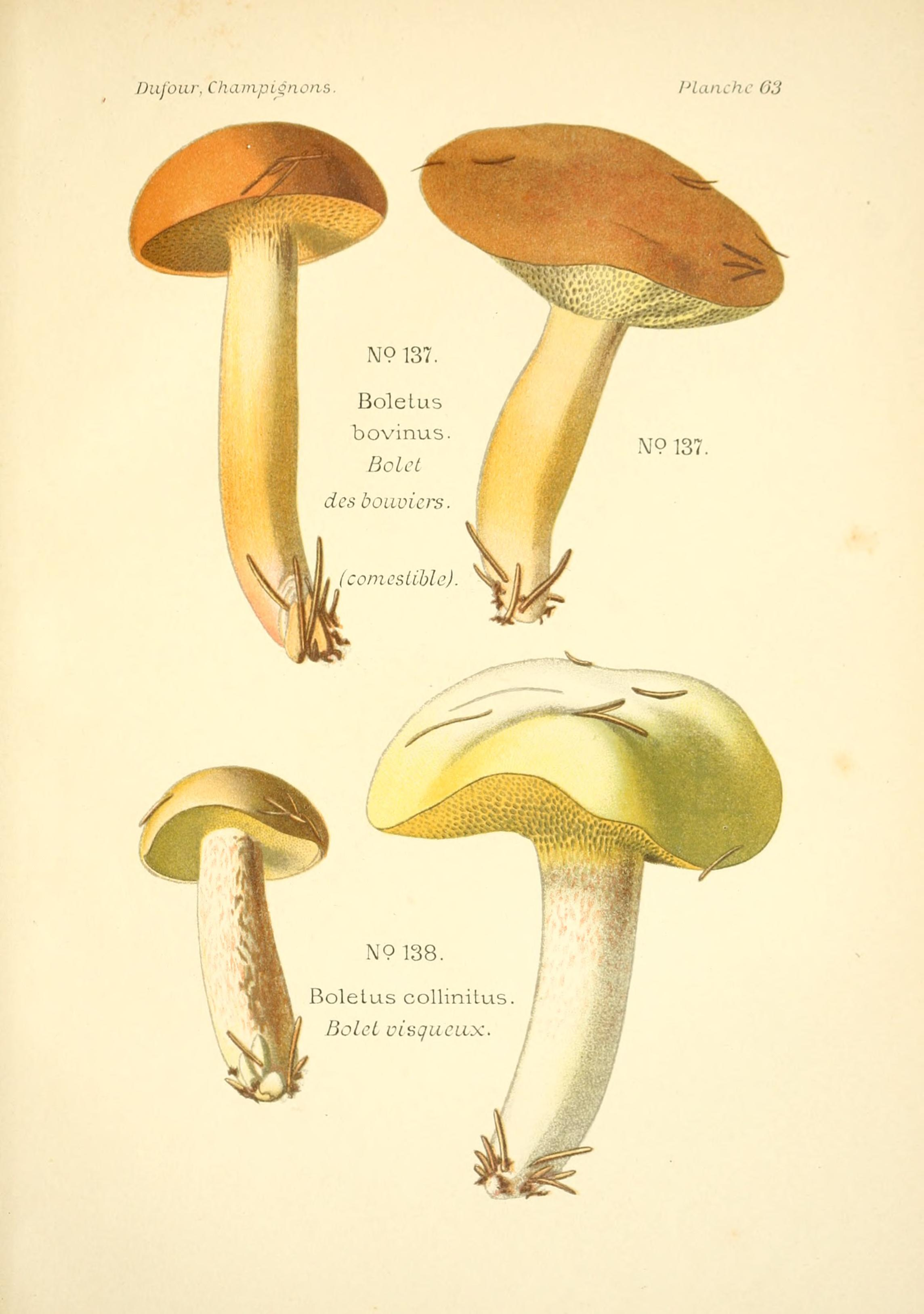
2 specii Suillus

- Pălăria: Ea este nu prea cărnoasă, moale, de dimensiune medie, cu  un diametru de 6-12 cm, inițial semisferică, apoi convexă, în sfârșit aplatizată și nu rar adâncită, fără gurgui central. În tinerețe atârnă rămășite ale vălului parțial la margine. Cuticula este într-adevăr aproape mereu umedă, la umezeală precum în vârsta lipicioasă și cleioasă, dar se poate desprinde ușor de pălărie. Puține specii au o piele uscată, catifelată până pâsloasă (de exemplu Suillus cavipes[13] [14] sau Suillus variegatus[15]). Culoarea variază de la alb până la brun, cu multe nuanțe.
- Tuburile și porii: Sporiferele sunt fine, de regulă de aceeași culoare cu porii care sunt de mărime variabilă, adesea compuși. Sporii sunt netezi și fusiform-elipsoidali. Coloritul pulberii lor poate să fie albicios, galben, rozaliu, maro-gălbui, maro murdar sau chiar maro- măsliniu.
- Piciorul: El este cilindric, atașat central la picior, fiind ori uscat, ori cleios ca pălăria, atunci în special în jurul zonei inelare. Prezintă adesea un inel, rest al vălului parțial, care este la diverse specii foarte semnificativ (de exemplu la Suillus luteus). Câteodată arată doar  punctulețe glandulare, datorită cistoidelor dispuse în  mănunchiuri (de exemplu la Suillus granulatus).
- Carnea: Ea este moale, de un miros plăcut, gustul fiind la cele mai multe soiuri savuros, dar în nici un caz astfel de excelent ca cel al hribilor. Unele specii sunt ceva piperate (de exemplu Suillus piperatus[16]). Toate speciile ale genului sunt mai mult sau mai puțin comestibile.[17][18][19]

## Specii europene (selecție)
În Mycobank precum în Index Fungorum sunt listate 99 de specii dintre care numai 36 (20 confirmare, 16 anticipate) se dezvoltă în Europa:
| - Suillus abietinus Pantidou & Watling (1970) - Suillus alboflocculosus Watling & Pantidou (1970) - Suillus alkaliaurantians Watling & Pantidou (1970) - Suillus asiaticus (Singer) A. Kretzer & T.D.Bruns (1996) - Suillus bellinii (Inzenga, 1869) Watling (1967) - Suillus bovinoides (J. Blum) Bon 1990 - Suillus bovinus (L.) Roussel (1806) - Suillus bresadolae (Quél.) Gerhold (1985) | - Suillus cavipes (Klotzsch, 1835) A.H.Sm. & Thiers (1964) - Suillus collinitus (Fr., 1838) O.Kuntze (1898) - Suillus cothurnatus Singer (1945) - Suillus flavidus (Fr., 1821) J.Presl (1846) - Suillus fluryi H.S.C. Huijsman (1969) - Suillus granulatus (L., 1853) O.Kuntze (1898) - Suillus grevillei (Klotzsch) Singer (1945) - Suillus hololeucus Pantidou (1964) - Suillus lakei (Murrill, 1912) A.H.Sm. & Thiers (1964) - Suillus luteus (L.) Roussel (1796) | - Suillus mediterraneensis (Jacquetant & J. Blum, 1969) Redeuilh (1992) - Suillus obscurus Pantidou & Watling (1970) - Suillus placidus (Bonorden, 1861) Singer (1945) - Suillus plorans (Rolland, 1889) Kuntze (1898) - Suillus roseoporus (Smotlacha, 1934) Pilát & Dermek (1974) - Suillus roseovelatus Pantidou & Watling (1970) - Suillus sibiricus subsp. helveticus Singer (1949) - Suillus spectabilis (Peck, 1872) Kuntze (1898) - Suillus spraguei sin. Suillus pictus (Berkeley & M.A.Curtis, 1872) O.Kuntze (1898) - Suillus tridentinus (Bres., 1881) Singer (1945) - Suillus variegatus (Sw., 1810) O.Kuntze (1898) - Suillus viscidus (L., 1753) Roussel (1796) |

## Imagini de specii europene

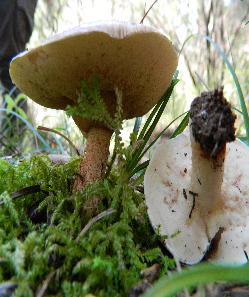
Suillus bellinii
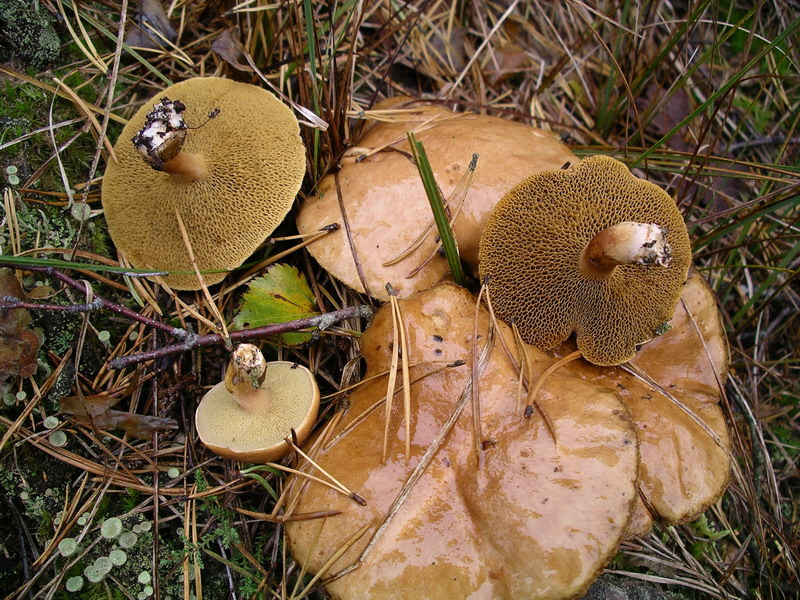
Suillus bovinus
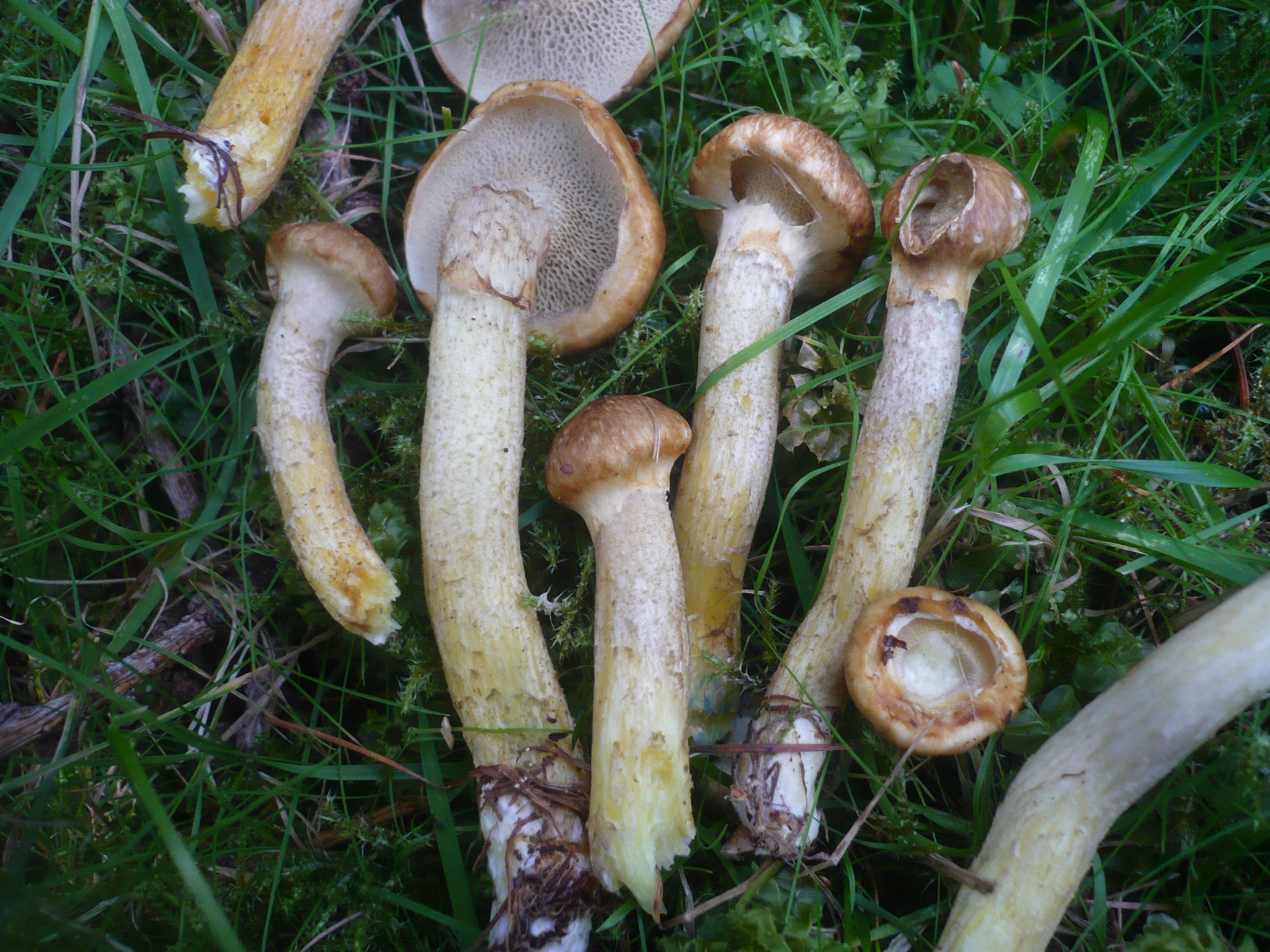
Suillus bresadolae
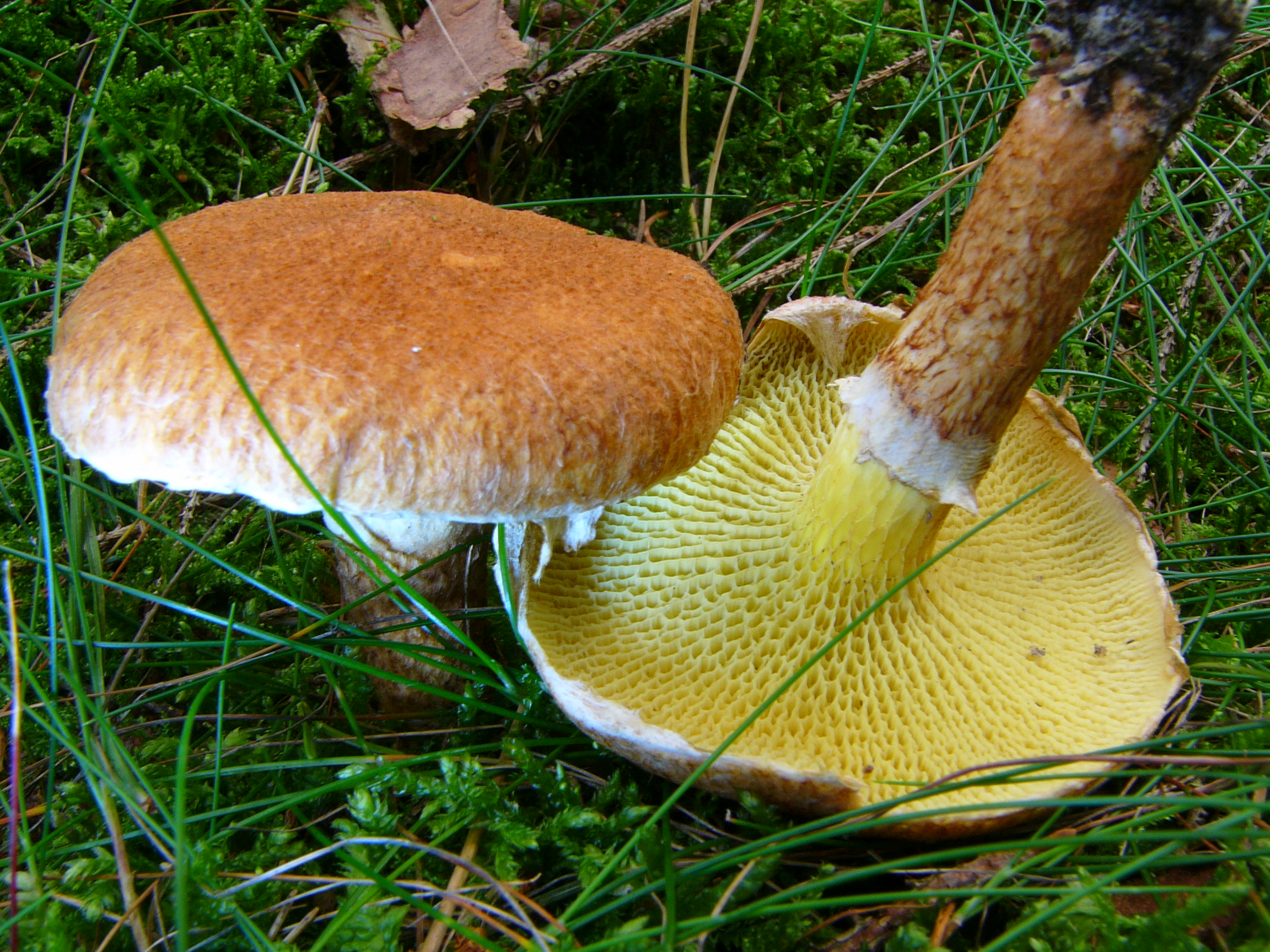
Suillus cavipes
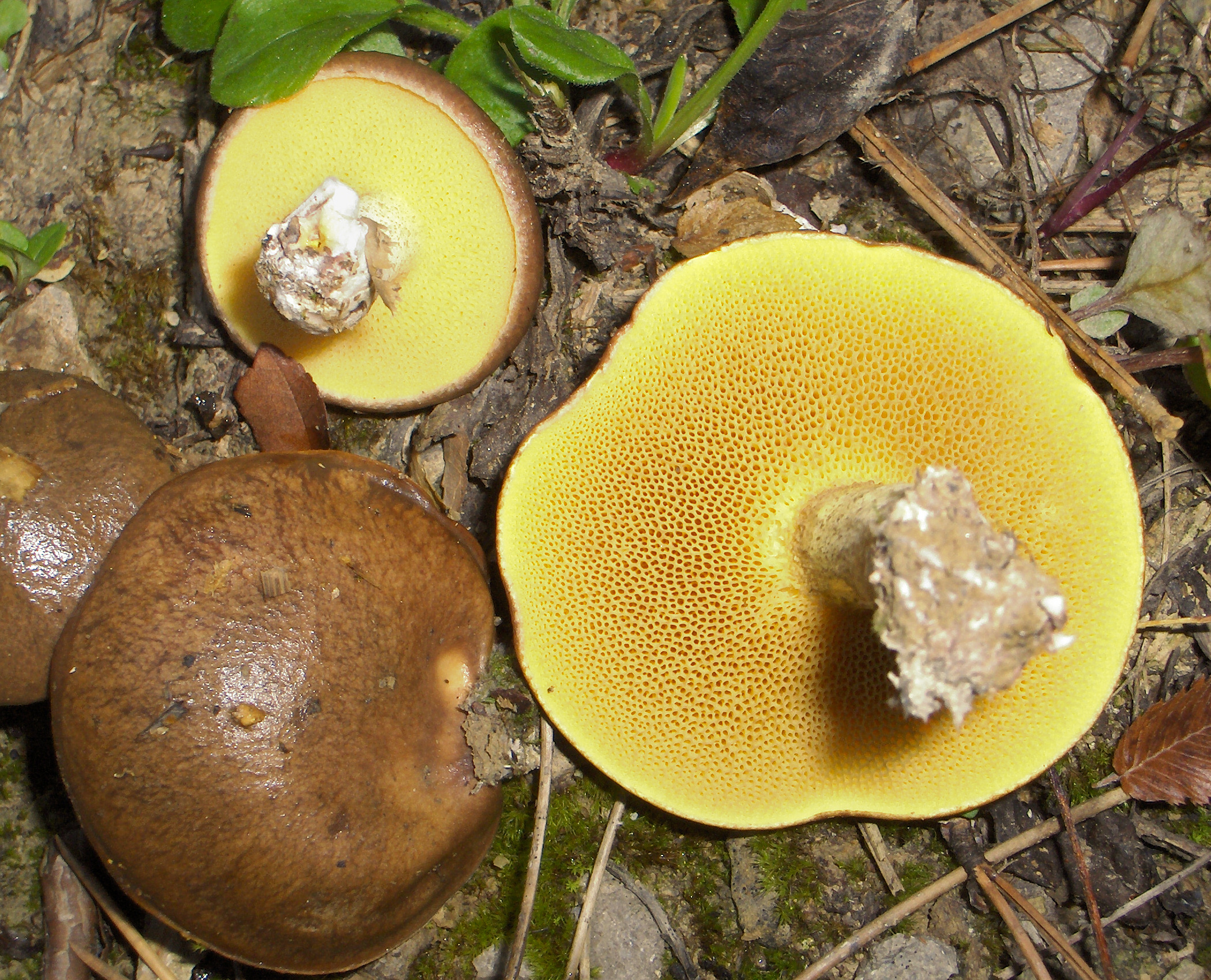
Suillus collinitus
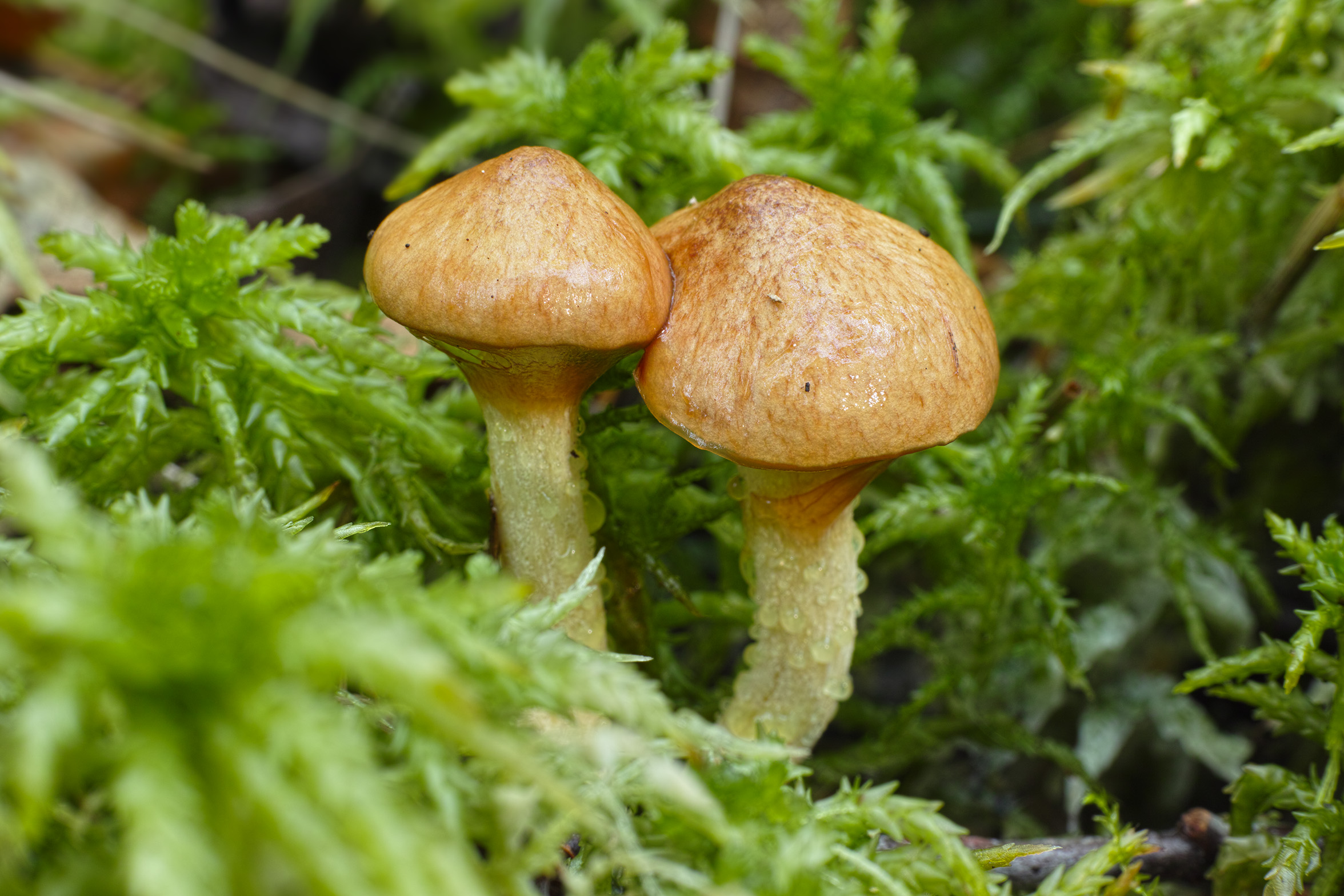
Suillus flavidus
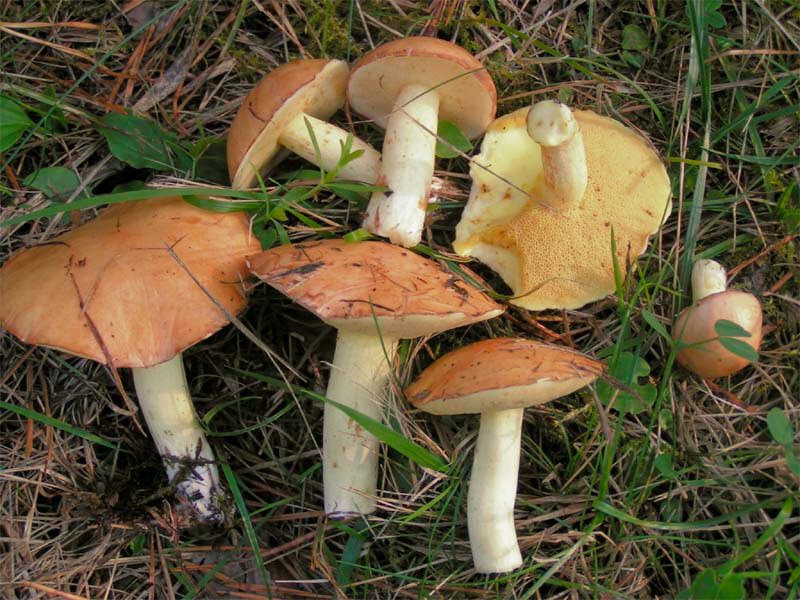
Suillus granulatus
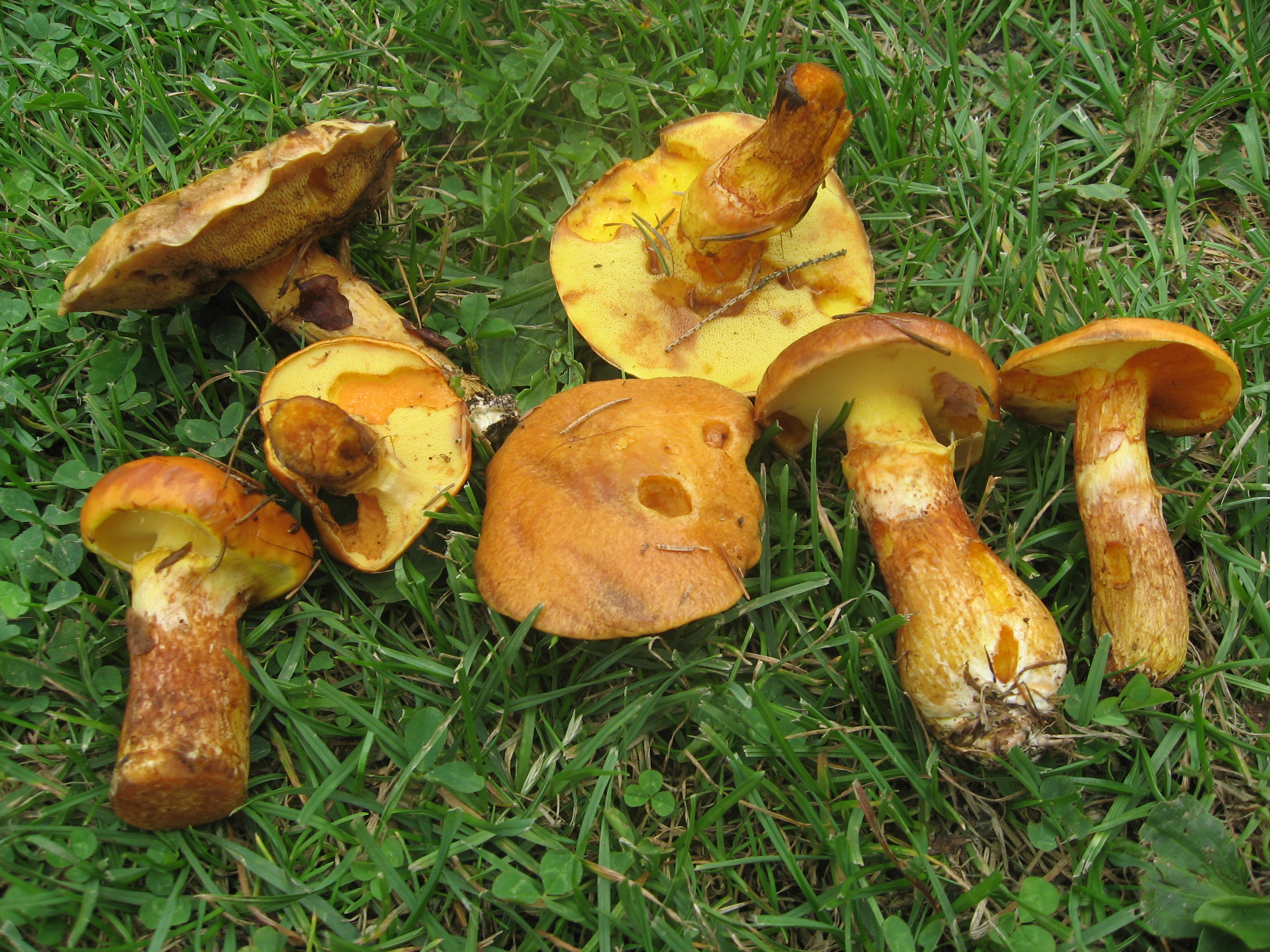
Suillus grevillei
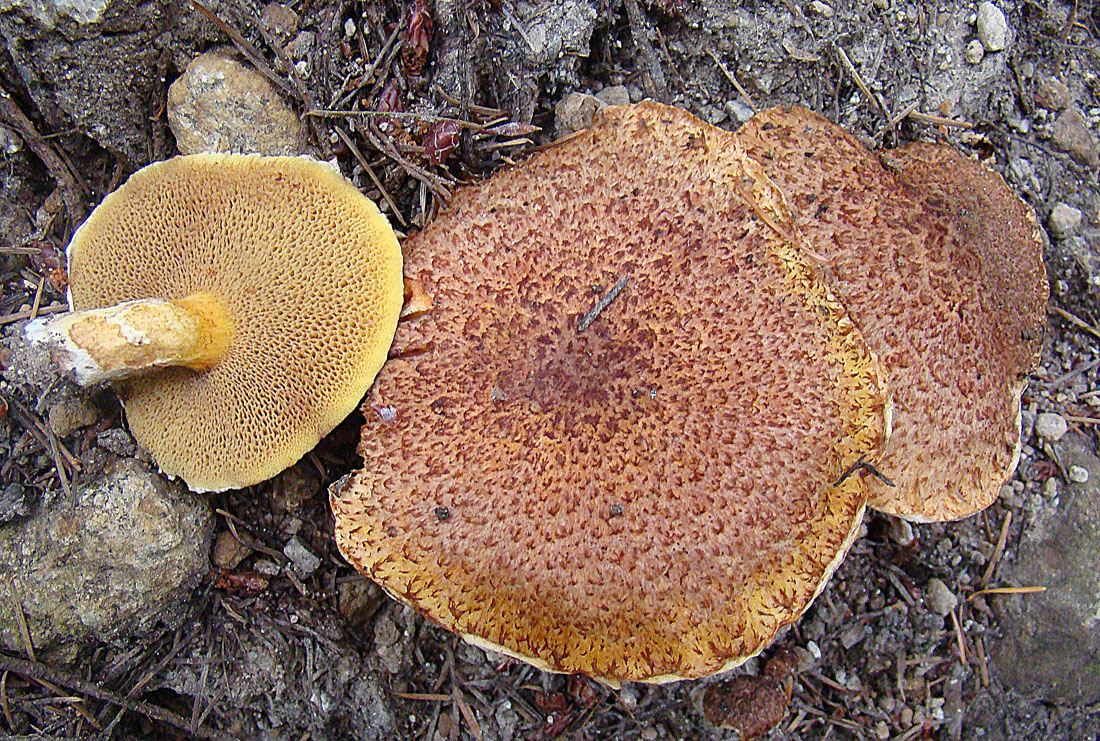
Suillus lakei
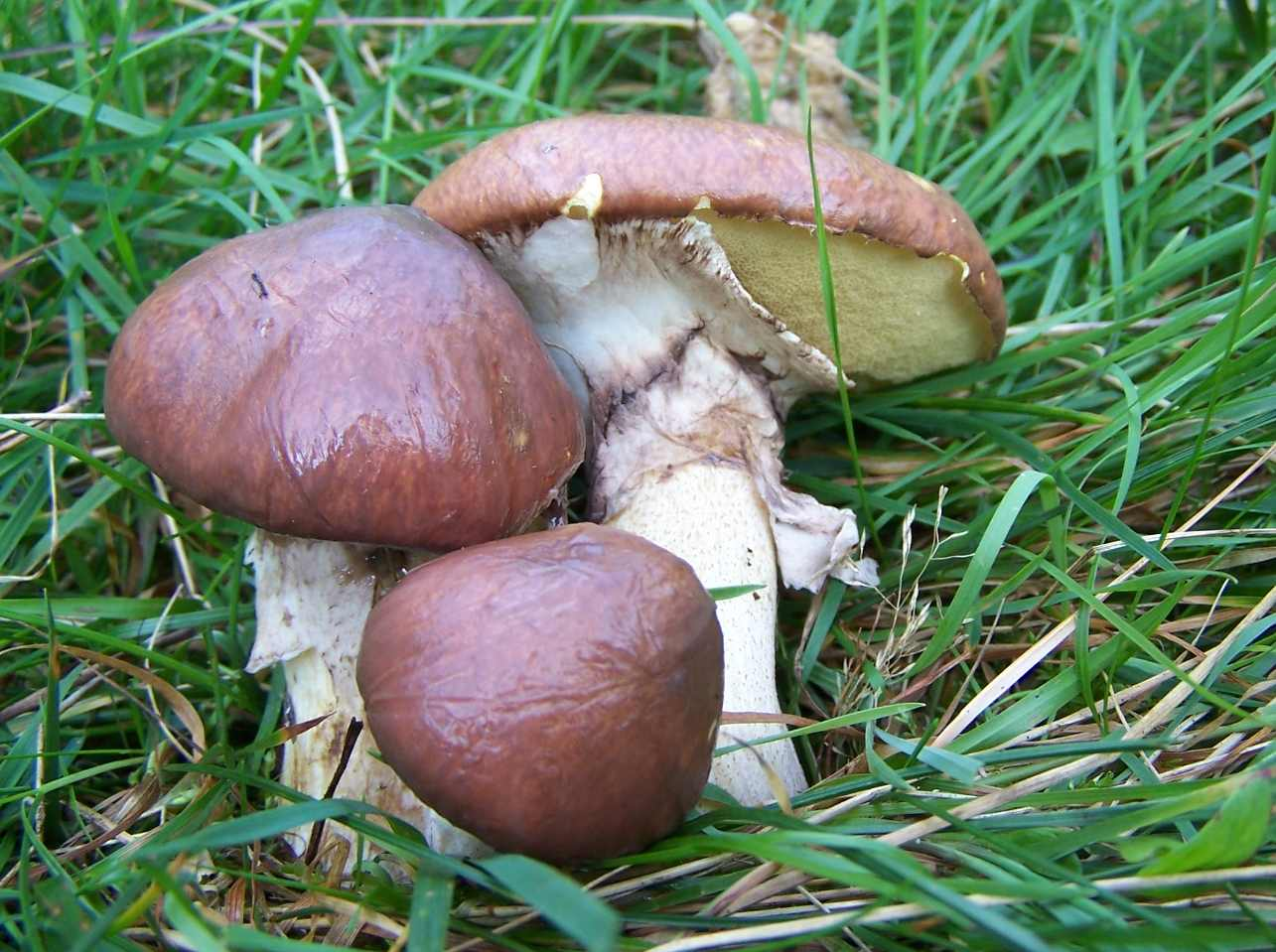
Suillus luteus

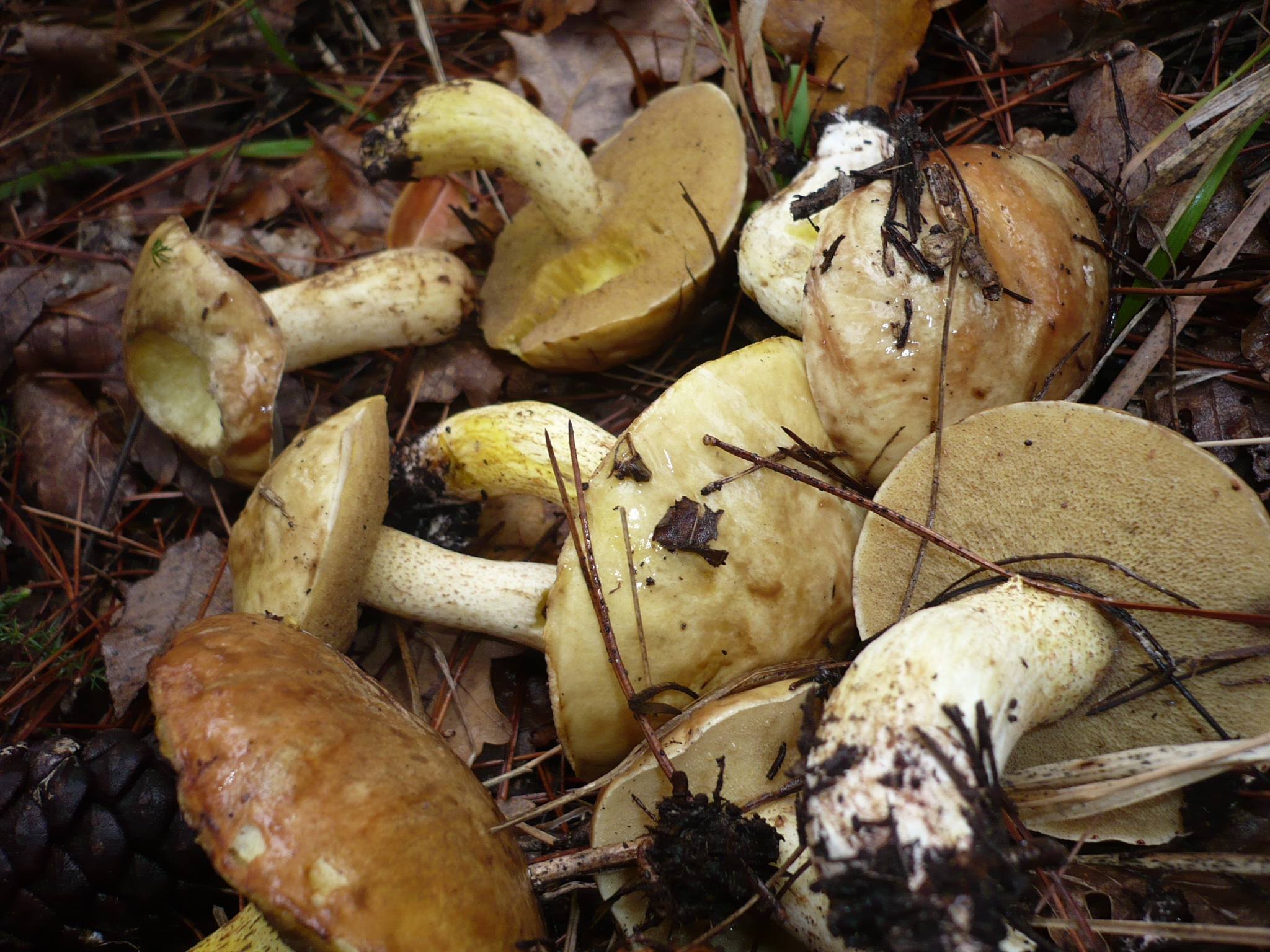
Suillus mediterraneensis
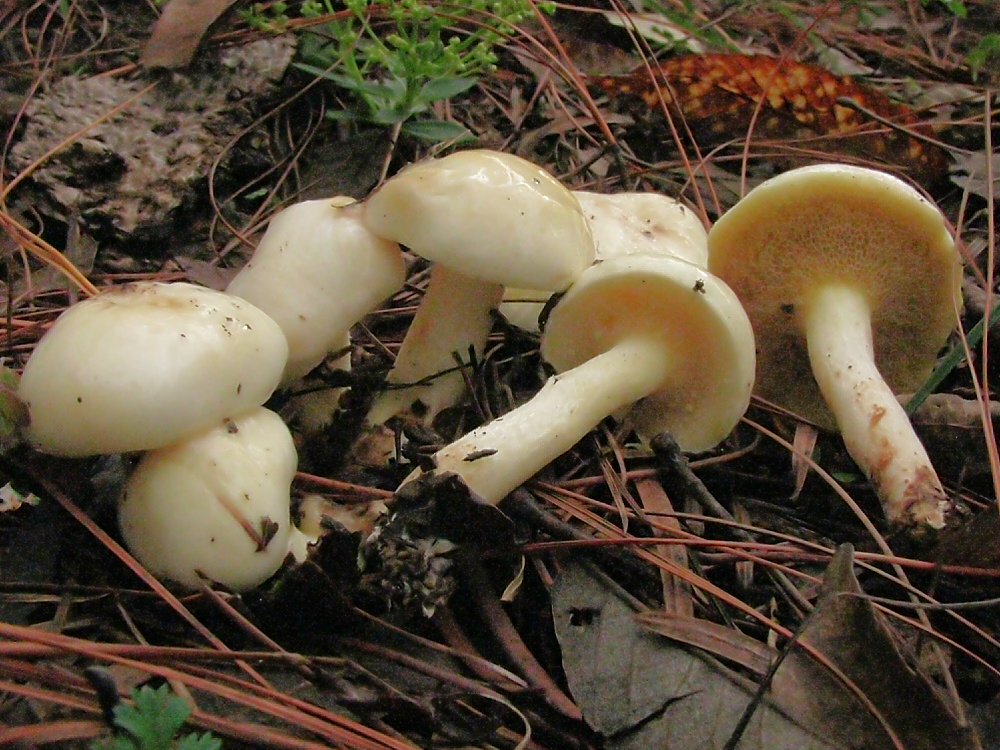
Suillus placidus
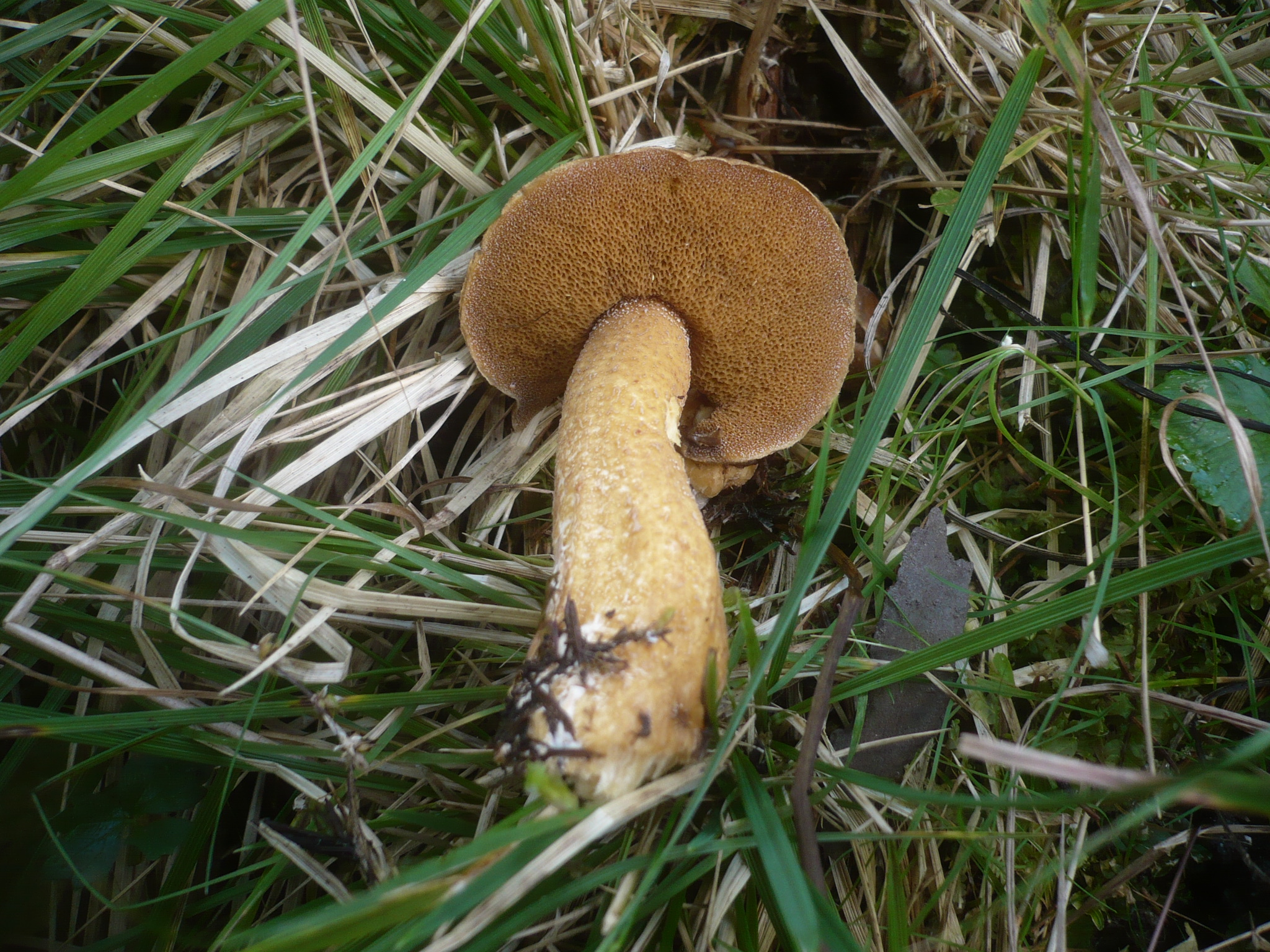
Suillus plorans
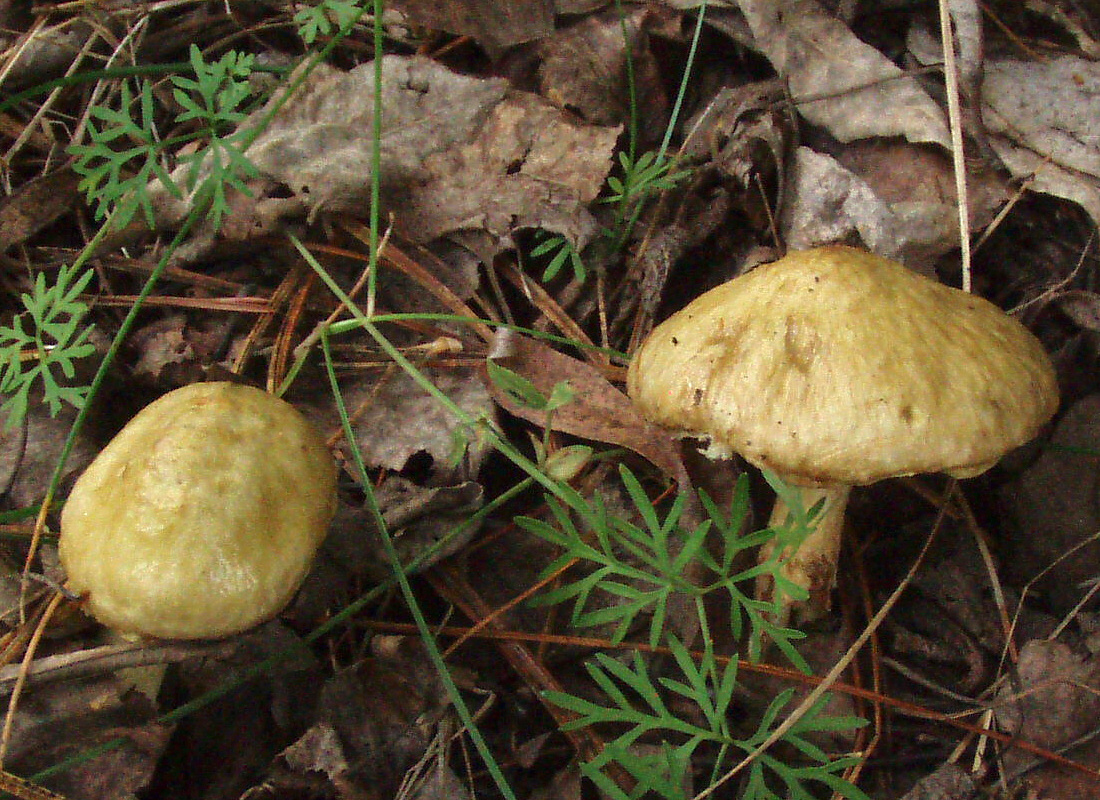
Suillus sibiricus
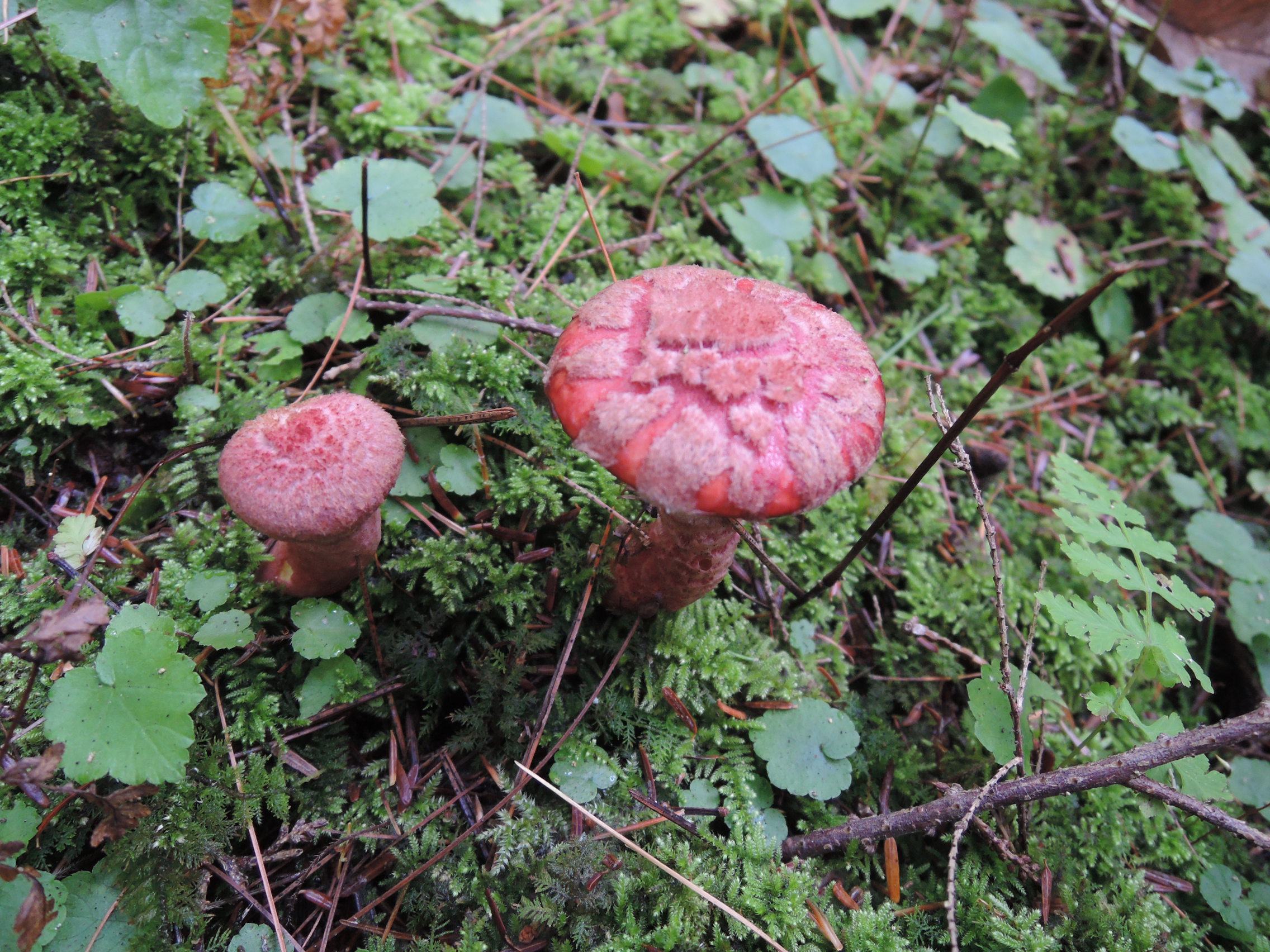
Suillus spectabilis
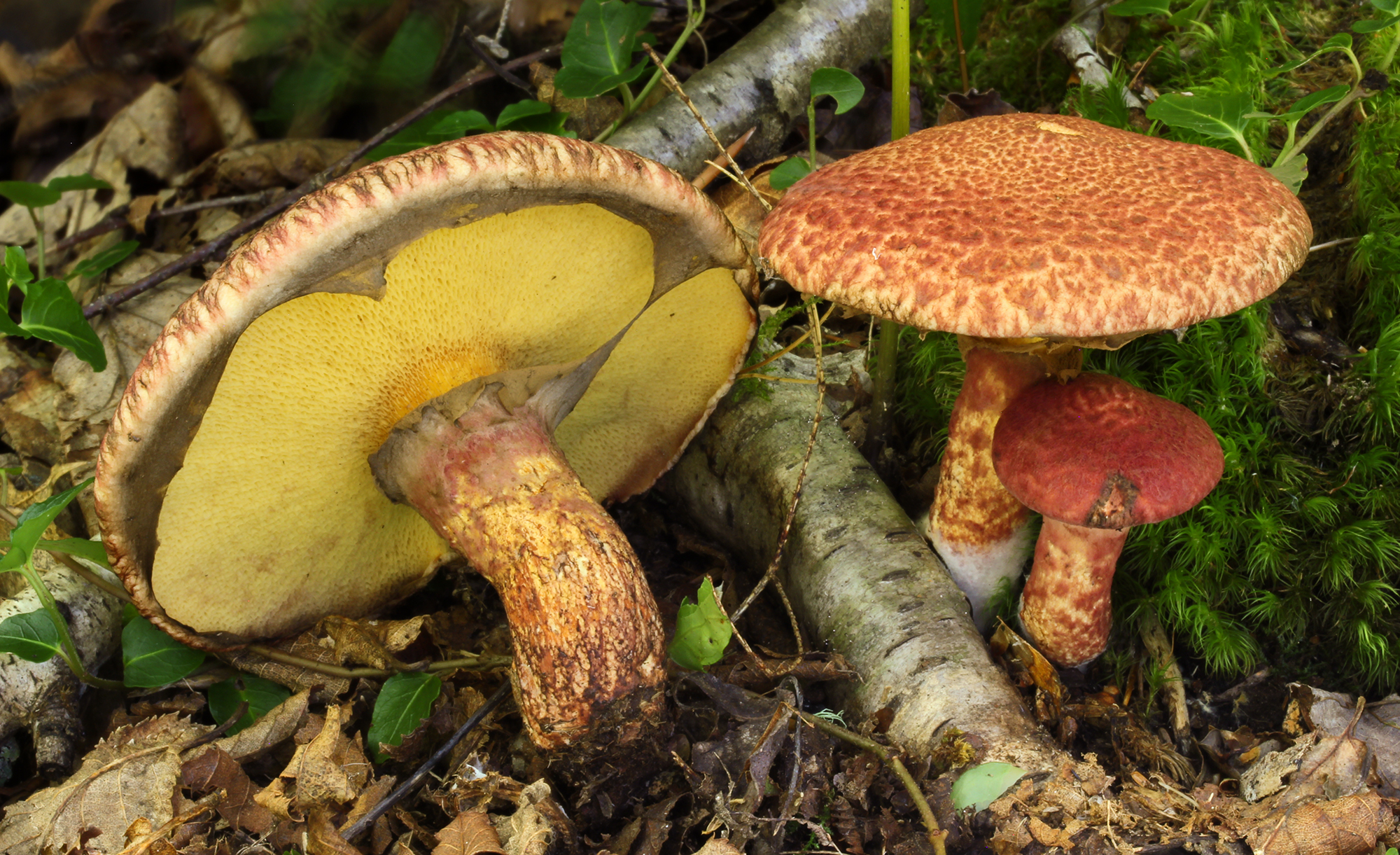
Suillus spraguei sin. Suillus pictus
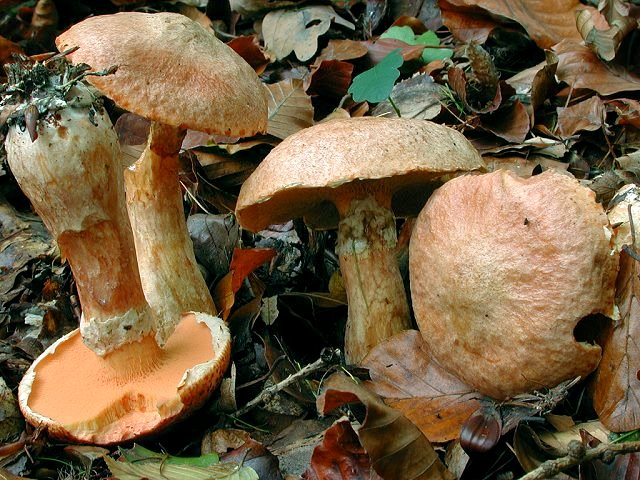
Suillus tridentinus
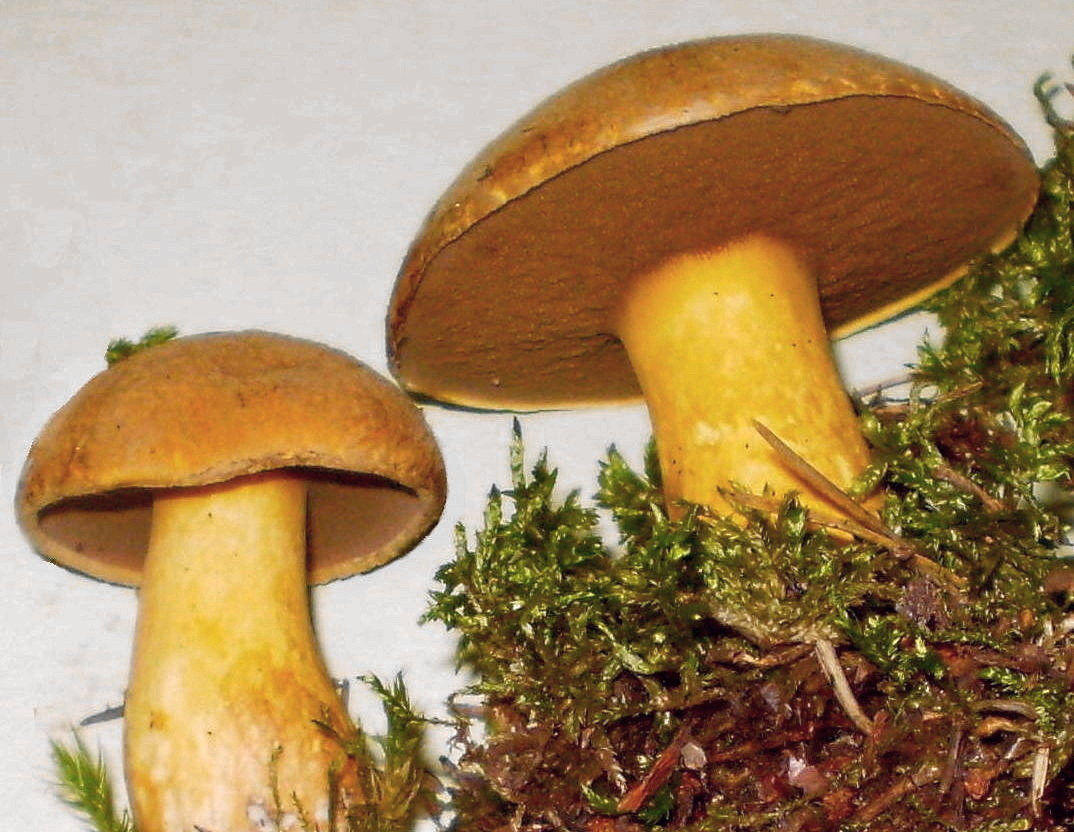
Suillus variegatus
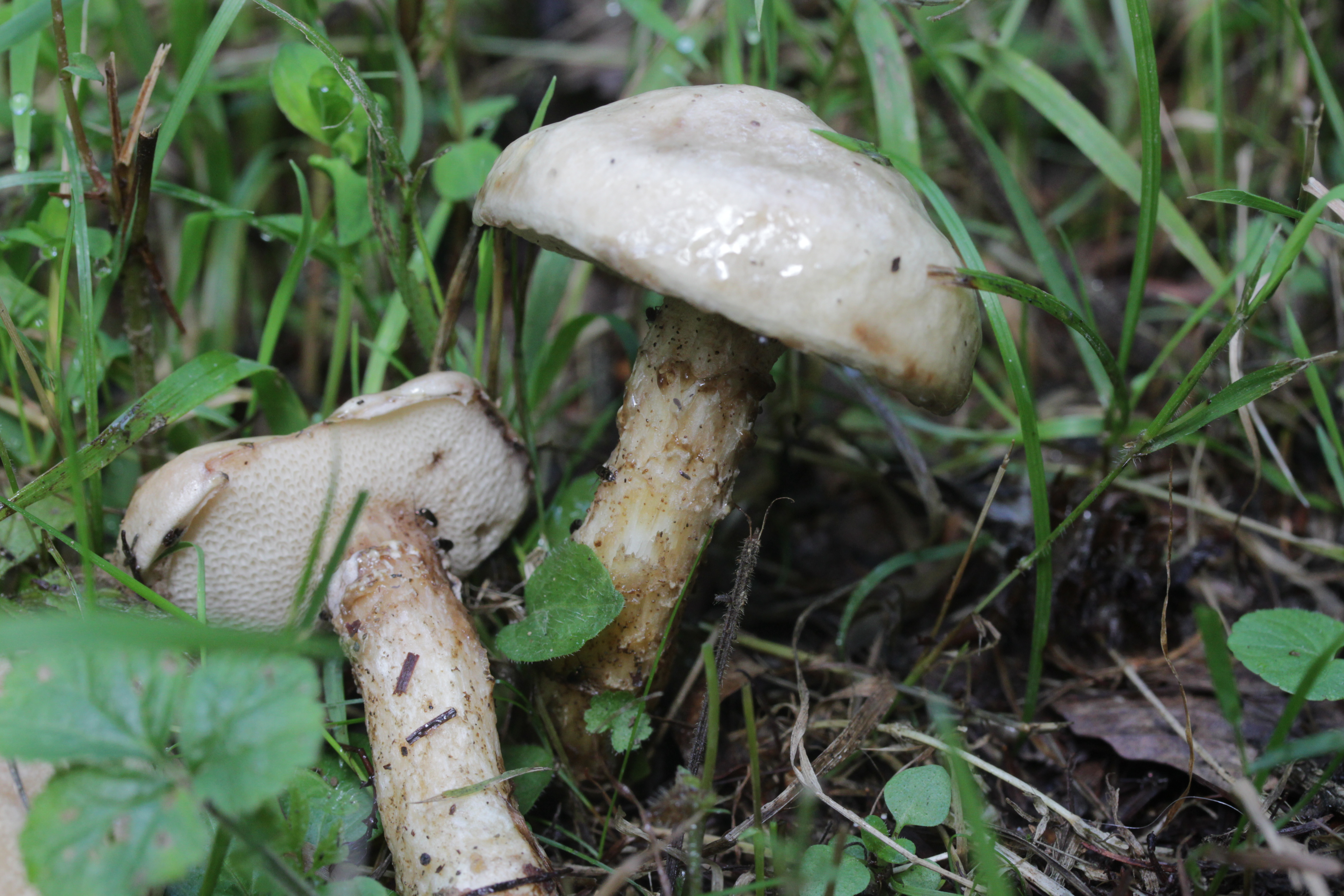
Suillus viscidus